# Sponkie, Het spookje
Sponkie, het spookje is de twaalfde Kerstshow van Samson en Gert. De Samson en Gert Kerstshow is een jaarlijkse show die rond de periode van kerst wordt gespeeld en wordt uitgegeven door Studio 100. De show was te zien van 21 december 2002 tot 7 maart 2003 in de Koningin Elisabethzaal in Antwerpen. De show wordt verzorgd met dans, zang en toneel. Zoals vaak in een kerstshow het geval is, is er één groot verhaal dat wordt opgedeeld in kleinere stukjes. Deze sketches worden aaneen gebreid  door Samson en Gert die hun eigen liedjes zingen.

## Rolverdeling
| Personage              | Acteur           |
| ---------------------- | ---------------- |
| Samson                 | Danny Verbiest   |
| Gert                   | Gert Verhulst    |
| Meneer de burgemeester | Walter de Donder |
| Alberto Vermicelli     | Koen Crucke      |
| Eugène Van Leemhuyzen  | Walter Baele     |
| Frieda Kroket          | Barbara De Jonge |
| Sponkie het spookje    | Peter Thyssen    |

## Verhaal
De burgemeester en Frieda Kroket willen sporten en Alberto wil opera zingen met Van Leemhuyzen en z'n harp als begeleiding. Plots ontdekt men echter een brief waarin er staat dat er een spook in de Elisabethzaal woont... Alberto en Van Leemhuyzen gaan meteen op spokenjacht.
Sponkie, het spook, zoekt contact met Samson omdat hij zich eenzaam voelt en een speelkameraadje wil, maar dan komen Van Leemhuyzen en Alberto Sponkie op het spoor…

## Muziek
De muziek in de show werd verzorgd door de XL-band.
De liedjes die door Samson en Gert gezongen werden tijdens deze show, zijn:
- Ouverture
- Klap maar in je handen
- De muziek van Kerstmis
- Samson is bang
- De wereld is mooi!
- Olé Pistolé
- Op de foto
- Honolulu
- Alles is op
- Mexico
- Piloot
- Oh la la la!
- 't is afgelopen
  - Piraten-potpourri
  - Samen op de moto
  - Spaghetti
  - Ochtendgymnastiek
  - Samsonrock